# Engyprosopon macrolepis
Engyprosopon macrolepis és un peix teleosti de la família dels bòtids i de l'ordre dels pleuronectiformes.

## Morfologia
Pot arribar als 5,9 cm de llargària total.

## Distribució geogràfica
Es troba des de les costes del Mar Roig fins a les Maldives. També a les Filipines i al Mar del Corall.